# 切爾沃諾波皮夫卡
49°7′53″N 38°8′46″E / 49.13139°N 38.14611°E
切爾沃諾波皮夫卡（烏克蘭語：Червонопопівка）是位於烏克蘭東部的村莊，由盧甘斯克州北頓涅茨克區的克雷明納市鎮負責管轄。該村始建於1830年，面積19.5平方公里，海拔高度156米，2001年人口1,042，人口密度每平方公里53.4人。